# Bệnh viện Bỏng quốc gia Lê Hữu Trác
Bệnh viện Bỏng quốc gia Lê Hữu Trác là một trong 2 bệnh viện thực hành của Học viện Quân y thuộc Bộ Quốc phòng được thành lập theo quyết định số 142-CT của Hội đồng Bộ trưởng ký ngày 25/4/1991 trên cơ sở Khoa Bỏng (B3), Đơn vị Anh hùng lực lượng vũ trang thuộc Viện Quân y 103 - Học viện Quân y.

## Lược sử hình thành
- Ngày 01 tháng 12 năm 1964, thành lập Khoa Bỏng trên cơ sở Khoa Ngoại dã chiến - Viện Quân y 103 do Bác sĩ Lê Thế Trung làm Chủ nhiệm khoa. Biên chế lúc đó gồm 18 người, trong đó có 03 bác sĩ, 02 y sĩ, 09 y tá và 04 công vụ. Nhiệm vụ của khoa bỏng: điều trị, huấn luyện và nghiên cứu khoa học về bỏng, đặc biệt là bỏng chiến tranh.[3]
- Ngày 25 tháng 4 năm 1991, Phó Chủ tịch Hội đồng Bộ trưởng Nguyễn Khánh đã ký Quyết định số 142/CT, thành lập Viện Bỏng Quốc gia mang tên danh y Hải Thượng Lãn Ông Lê Hữu Trác, gọi tắt là Viện Bỏng Lê Hữu Trác trên cơ sở phát triển từ khoa Bỏng (BM3), Viện Quân y 103. Viện Bỏng được đặt tại 263 đường Phùng Hưng, phường Phúc La, quận Hà Đông, thành phố Hà Nội.
- Ngày 26-9-2017, Bộ Tổng tham mưu ban hành Quyết định số 1441/QĐ-TM về biểu tổ chức, biên chế Học viện Quân y, trong đó Viện Bỏng Lê Hữu Trác phát triển thành bệnh viện chuyên khoa đặc biệt và được đổi tên thành Bệnh viện Bỏng quốc gia Lê Hữu Trác[2][4].
- Là bệnh viện đầu ngành Bỏng của quân và dân trong cả nước.
- Là một trong hai Bệnh viện thực hành của Học viện Quân y

## Nhiệm vụ
- Nghiên cứu các phương pháp phòng và chống bỏng, xử lý bước đầu tại tuyến cơ sở.
- Theo dõi, hướng dẫn về chuyên môn, kỹ thuật chuyên khoa bỏng trong cả nước.
- Khám và điều trị bỏng cho nhân dân và quân đội, cũng như các di chứng bỏng do các bệnh viện tuyến gửi lên.
- Cùng với các Trường đại học y đào tạo, bổ túc cán bộ chuyên khoa bỏng.
- Hợp tác về khoa học thuộc lĩnh vực chuyên khoa bỏng với các bệnh viện, các viện nghiên cứu trong nước, ngoài nước và các tổ chức y tế thế giới theo sự chỉ đạo của Bộ Y tế.

## Ban Giám đốc
- Giám đốc: Thiếu tướng GS.TS Nguyễn Như Lâm
- Phó Giám đốc(Bí thư Đảng ủy): Đại tá BS Nguyễn Trung Thực
- Phó Giám đốc: Đại tá PGS.TS Vũ Quang Vinh
- Phó Giám đốc: Đại tá PGS.TS Chu Anh Tuấn

## Cơ quan trực thuộc
- Phòng Kế hoạch Tổng hợp
- Phòng Tham mưu Hành chính Hậu cần
- Phòng Chính trị
- Phòng Điều dưỡng
- Ban Tài chính

## Khoa và Bộ môn
- Bộ môn Bỏng và Thảm họa (Học viện Quân y).
- Khoa Cận Lâm sàng - Chẩn đoán Hình ảnh
- Khoa Dược - Trang bị
- Khoa Dinh dưỡng
- Khoa Chống nhiễm khuẩn
- Khoa khám bệnh
- Khoa Hồi sức cấp cứu
- Khoa Bỏng trẻ em
- Khoa Bỏng người lớn
- Khoa Gây mê
- Khoa Vật lý trị liệu - phục hồi chức năng
- Bộ môn Phẫu thuật tạo hình thẩm mỹ và tái tạo (Học viện Quân Y)
- Trung tâm phẫu thuật tạo hình thẩm mỹ
- Trung tâm Liền vết thương
- Labo nghiên cứu ứng dụng trong điều trị bỏng

## Thành tựu
1. - Điều trị: trong 10 nǎm (1991-2001), Viện đã cấp cứu điều trị trên 18000 lượt bệnh nhân đã điều trị thành công bệnh nhân bỏng chung 85% diện tích cơ thể trong đó 50% diện tích bỏng sâu. Tham gia cấp cứu điều trị các nạn nhân bỏng trong các vụ cháy lớn trong toàn quốc.
2. - Công tác đào tạo: giảng dạy về bỏng cho 500 bác sĩ cơ sở, 300 bác sĩ dài hạn, 45 bác sĩ chuyên khoa sơ bộ, chuyên khoa I, 8 bác sĩ chuyên khoa II, 22 thạc sĩ, 8 tiến sĩ.
3. - Nghiên cứu khoa học: Nghiên cứu và đưa vào ứng dụng các loại thuốc chữa bỏng: B76, Maduxin, AT 04, SH 91, Eopolin, Đampomade. Hoàn thành 5 đề tài nhánh cấp nhà nước, nhiều đề tài cấp Bộ, cấp Viện. Triển khai và hợp tác nghiên cứu nuôi cấy tế bào sừng, bǎng dính công nghệ Nano;bǎng sinh học trung bì làm từ da lợn, da ếch.

## Khen thưởng
- Anh hùng lực lượng vũ trang nhân dân 1989 (Bộ môn Bỏng - Khoa Bỏng, Bệnh viện 103)[5]
- Anh hùng lực lượng vũ trang nhân dân thời kỳ đổi mới năm 2007 (Viện Bỏng Lê Hữu Trác)[5].
- Huân chương Quân công hạng Ba (1995)[5].
- Huân chương Chiến công hạng Nhất (1979, 1996)[5].
- Huân chương Chiến công hạng Nhì (1979, 1981)[5].
- Huân chương Chiến công hạng Ba (2002)[5].
- Huân chương Lao động hạng Nhất (2004), hạng Nhì (2014)[3][5].
- Cờ thưởng của Thủ tướng Chính phủ (2004)[5].
- Cờ thưởng Chính phủ (2009)[5].
- Bằng khen của Chính phủ về thực hiện ca ghép gan đầu tiên năm 2004[5].
- Bằng khen của Bộ Quốc phòng: 2003,  2004, 2007[5].
- Bằng khen của Bộ Y tế: 1992, 1994, 1995, 1997, 2004, 2005[5].
- Cờ thưởng của Công đoàn Y tế Việt Nam: 2004, 2005, 2006, 2007[5].
- Bằng khen của Bộ Đại học và THCN năm 1984[5].
- Bệnh viện Xuất sắc toàn diện: 2006, 2007, 2008; 2009[5].

## Giám đốc qua các thời kỳ
- 1991-1995, Lê Thế Trung, Thiếu tướng (1988), sáng lập đầu tiên
- 1995-2000, Trần Xuân Vận, Đại tá
- Lê Năm (sinh 1952), Thiếu tướng (2008)
- Nguyễn Gia Tiến, Thiếu tướng (2014)

## Chính ủy qua các thời kỳ
- Nguyễn Viết Lượng, Đại tá
- Trương Ngọc Dương, Đại tá